# Podaljšana petstrana kupola
| Podaljšana petstrana kupola | Podaljšana petstrana kupola                          |
| --------------------------- | ---------------------------------------------------- |
|                             |                                                      |
| Vrsta                       | Johnsonovo telo J19-J20-J21                          |
| Stranske ploskve            | 5 trikotnikov 15 kvadratov 1 petkotnik 1 desetkotnik |
| Oglišča                     | 25                                                   |
| Robovi                      | 45                                                   |
| Konfiguracija oglišča       | 10(42.10) 10(3.43) 5(3.4.5.4)                        |
| Grupa simetrije             | C5v                                                  |
| Dualni polieder             | -                                                    |
| Lastnosti                   | konveksna                                            |
| Slika oglišč                |                                                      |

Podaljšana petstrana kupola je eno izmed Johnsonovih teles (J20). Ko že ime nakazuje jo dobimo tako, da podaljšamo petstrano kupolo (J5) s pritrditvijo desetstrane prizme na njeno osnovno ploskev. 
V letu 1966 je Norman Johnson opisal in imenoval 92 Johnsonovih teles.

## Prostornina in površina
Naslednja izraza za prostornino in površino sta uporabna za vse stranske ploskve, ki so pravilne in imajo dolžino roba 1 
{\displaystyle V=({\frac {1}{6}}(5+4{\sqrt {5}}+15{\sqrt {5+2{\sqrt {5}}}}))a^{3}\approx 10.0183...a^{3}}
{\displaystyle P=({\frac {1}{4}}(60+{\sqrt {10(80+31{\sqrt {5}}+{\sqrt {2175+930{\sqrt {5}}}})}}))a^{2}\approx 26.5797...a^{2}}

## Dualni polieder
Dualno telo podaljšane petstrane kupole ima 25 stranskih ploskev: od teh jih je 10 enakokrakih trikotnikov, 5 deltoidov in 10 štirikotnikov.
| Dualna podaljšana petstrana kupola | Mreža dualnega telesa |
| ---------------------------------- | --------------------- |
|                                    |                       |